# Конрад IV фон Шлайден
Конрад IV фон Шлайден (на немски: Konrad IV, Herr zu Schleiden; * пр. 1340; † ок. 9 юли 1420) е благородник от род Шлайден в Айфел, господар в Нойенщайн и шамберлен на Франция.
Той е син на рицар Йохан I фон Шлайден-Нойенщайн († 1379/1381) и съпругата му графиня Елизабет фон Вирнебург († сл. 1380), сестра на Йохан фон Вирнебург († 1371), архиепископ на Кьолн, дъщеря на граф Рупрехт III фон Вирнебург († 1355) и Агнес фон Вестербург († 1339), дъщеря на Хайнрих I фон Вестербург († 1288) и Агнес фон Изенбург-Лимбург († 1319).
Линията в Шлайден съществува до 1593 г.

## Фамилия
Конрад IV фон Шлайден се жени пр. 13 май 1381 г. за Ирмгард ван Хорн († 1394), дъщеря на Дитрих ван Хорн-Первец († 1378) и Катарина Бертхут († 1380). Те имат две деца:
- Йохан II фон Шлайден († 25 май 1434), последният господар на Шлайден, женен 1421 г. за графиня Йохана (Анна) фон Бланкенхайм († 21 декември 1444); имат две дъщери
- Катарина фон Шлайден фрау фон Щолценберг († пр. 26 май 1441), омъжена I. пр. 3 август 1393 г. за Арнолд III фон Боланд-Щолценбург († 1397), II. на 21 декември 1397 г. за граф Йохан IV фон Зафенберг-Нойенар († 1398/1400), III. на 24 септември 1409 г. за Рорих III фон Рененберг († 1470)

- Дворец Шлайден (2015)
- Дворец Нойенщайн